# بيرت هاو
بيرت هاو (بالإنجليزية: Bert Howe)‏ (16 يناير 1938 في المملكة المتحدة - ) هو لاعب كرة قدم بريطاني في مركز الدفاع. لعب مع كريستال بالاس وكولتشستر يونايتد ونادي ليتون أورينت وكراي واندررز ونادي رومفورد ‏ وفايفرشام تاون ‏.